# Loi relative au travail des enfants employés dans les manufactures, usines et ateliers
Lire en ligne

« Texte de la loi », ministère du Travail français

La loi du 22 mars 1841 sur le travail des enfants est la première loi réglementant le travail des mineurs en France ; elle interdit notamment le travail au-dessous de l'âge de 8 ans.
Il s'agit de la première entorse au principe de non-intervention de l'État dans les relations entre patrons et salariés, qui prévalait jusque là au nom de la liberté économique.
L'article 2 énonce :

« Les enfants devront, pour être admis, avoir au moins huit ans.
De huit à douze ans, ils ne pourront être employés au travail effectif plus de huit heures sur vingt-quatre, divisées par un repos.
De douze à seize ans, ils ne pourront être employés au travail effectif plus de douze heures sur vingt-quatre, divisées par des repos.
Ce travail ne pourra avoir lieu que de cinq heures du matin à neuf heures du soir. »

## Contexte historique
Toute réglementation du travail disparaît en France avec la Révolution, du fait notamment de la loi Le Chapelier (14 juin 1791), loi qui abolit les corporations et interdit toute forme d'association de salariés ou d'employeurs. Ceux-ci ont dès lors toute liberté d'embaucher qui ils veulent (sans limite d'âge) et pour la durée qu'ils veulent. L'industrie qui se développe dans les décennies suivantes, notamment l'industrie textile, mais aussi l'industrie minière, va utiliser de façon systématique des enfants très jeunes pour toutes sortes de travaux.
Durant cette période, des médecins et des économistes enquêtent dans le milieu ouvrier et s'inquiètent de la situation de ces enfants. Louis René Villermé publie son Tableau de l'état physique et moral des ouvriers, tableau terrifiant des conditions de travail des enfants, tandis que Charles Dupin écrit Du travail des enfants en 1840. De leur côté, l'industriel alsacien Daniel Legrand ou la pédagogue Marie Pape-Carpantier s’engagent pour la limitation du  travail des enfants.

## Le vote de la loi
Un projet de loi est déposé à la Chambre des députés par Laurent Cunin-Gridaine, ministre du Commerce et de l'Agriculture, le 11 janvier 1840 (soutenu à la Chambre par Alexandre Goüin à la suite du remplacement du Cunin-Gridaine) et donne lieu à des débats acharnés, de nombreux détracteurs de cette loi estimant qu’interdire le travail des enfants reviendrait à « sacrifier l’industrie ». Le député Alphonse Taillandier affirme qu'une réglementation en la matière nuirait aux enfants ainsi qu’à leurs familles car « cette diminution de salaire se fera sentir sur la nourriture » et le député Gustave de Beaumont déclare : « C'est le premier acte de réglementation de l'industrie qui, pour se mouvoir, a besoin de liberté ».
Le texte est voté en seconde lecture le 23 février 1841 par la Chambre des pairs et le 11 mars 1841 par la Chambre des députés, puis promulgué le 22 mars 1841.
Les dispositions ne concernent que les entreprises ayant plus de 20 salariés. La loi interdit le travail des enfants de moins de 8 ans et fixe pour les autres une durée maximale de travail quotidien : 8 heures jusqu'à 12 ans et 12 heures jusqu'à 16 ans. Le travail de nuit (entre 21 h et 5 h du matin) est interdit pour les moins de 13 ans.

## Les problèmes d'application
Le contrôle dans les entreprises devait être exercé par des notables locaux bénévoles, ce qui réduisit considérablement la portée de l'application. Les notables sont très réticents à jouer les inspecteurs auprès d'industriels qui font partie de leur classe sociale. Certains employeurs cachent les enfants ou préfèrent les renvoyer plutôt que d'appliquer les dispositions.
Ce n'est que le 7 décembre 1868 qu'un décret institue un corps d'inspecteurs officiels salariés, ce qui permettra une réelle application de la loi.

## Motivations de la loi
Cette loi n'est pas motivée par de pures raisons d'humanité : elle est aussi d'inspiration malthusienne. En effet, en limitant le travail des enfants, on influence la fécondité des familles ouvrières : les enfants ne représentant désormais plus une source de revenu, mais uniquement des bouches supplémentaires à nourrir, les parents pauvres sont incités à limiter les naissances.